# Houthalen-Helchteren
Houthalen-Helchteren (en limburguès Hôtele-Helichtre) és un municipi belga de la província de Limburg a la regió de Flandes. Està compost per les seccions de Houthalen i Helchteren.
| Nom                                               | Extensió (km²) | Població (01/01/2010) |
| ------------------------------------------------- | -------------- | --------------------- |
| Houthalen - Centrum - Meulenberg - Houthalen-Oost |                | 10.000 5.469 7.968    |
| Helchteren                                        |                | 6.689                 |

## Evolució demogràfica des de 1977
Font: INS